# Félix Duarte Pérez
Félix Duarte Pérez (Breña Baja, La Palma, 1895-1990) fue un poeta y escritor español.

## Biografía
Nacido en la Palma, hubo de emigrar a Venezuela con dieciséis años, publicando sus primeros poemas en la prensa caraqueña. En estos primeros poemas se identifica con los poetas de la independencia americana.

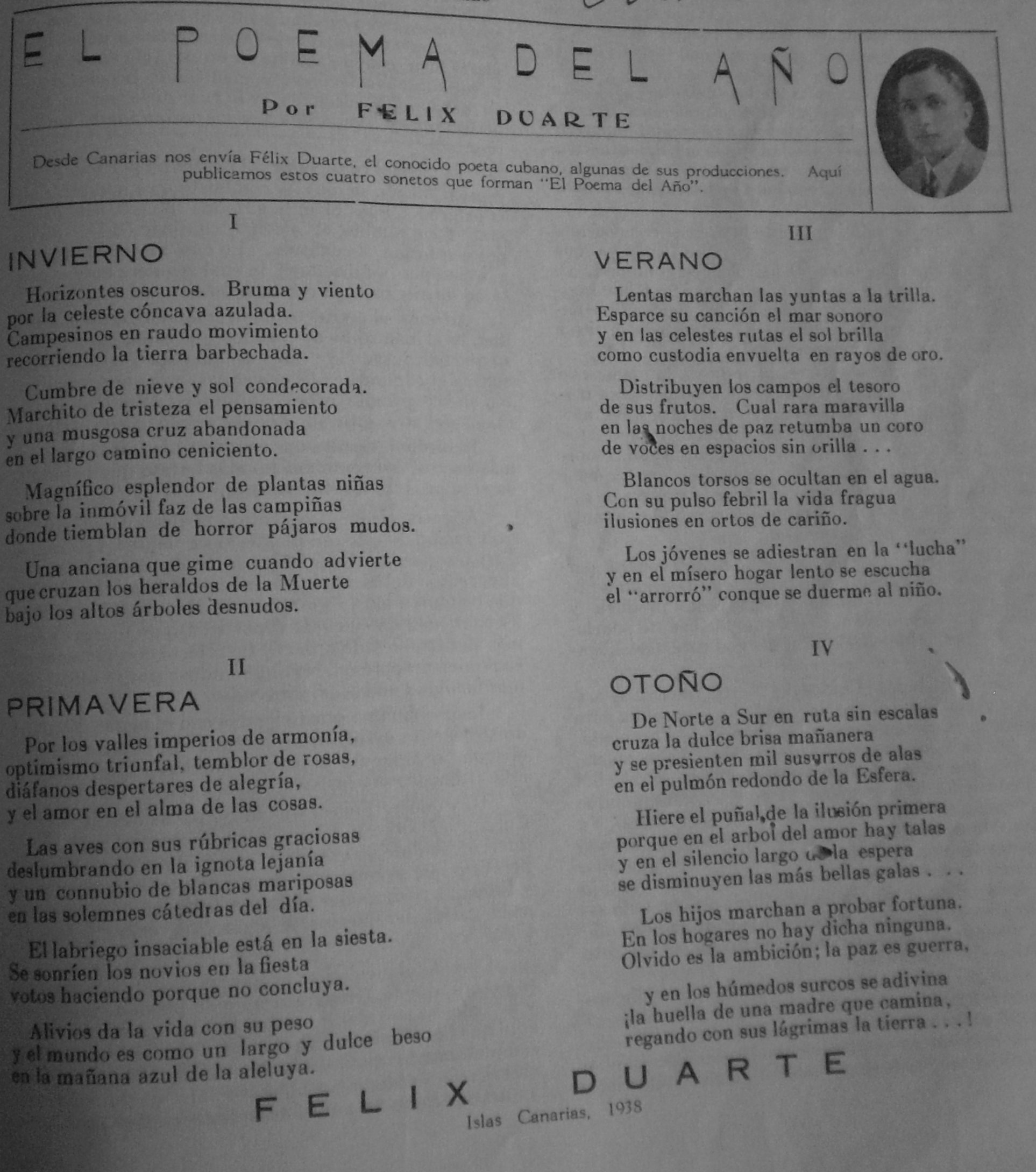
El poema del año.

En 1919 se traslada a Cuba, donde funda la revista Cuba y Canarias, de la cual será su director. En 1923 colabora en la fundación del Liceo Canario de Cuba, siendo elegido presidente de la sección de Literatura. En 1938 envió a la Revista Cúspide cuatro sonetos que forman parte de «El poema del año».
En 1930 regresa a Canarias y colabora escribiendo artículos en el periódico La Tarde y en las revista Mensaje y Hespérides. En 1945 obtiene en los Juegos Florales de Santa Cruz de La Palma el primer premio por el relato Tanausú.
En 1960 publica el carro alegórico Amor eterno y en 1965 Poemas del Atlántico.
Murió a los noventa años en Santa Cruz de La Palma el 12 de septiembre de 1990.